# من مانگا
من مانگا (انگلیسی: Ben Manga؛ زادهٔ ۱۱ فوریهٔ ۱۹۷۴) بازیکن فوتبال اهل گینه استوایی است.
از باشگاه‌هایی که در آن بازی کرده‌است می‌توان به باشگاه فوتبال آلمانیا آخن، باشگاه فوتبال فورتونا دوسلدورف، باشگاه فوتبال کارلسروهه، و باشگاه فوتبال اوردینگن ۰۵ اشاره کرد.
وی همچنین در تیم ملی فوتبال گینه استوایی بازی کرده‌است.